# Трояндове дерево

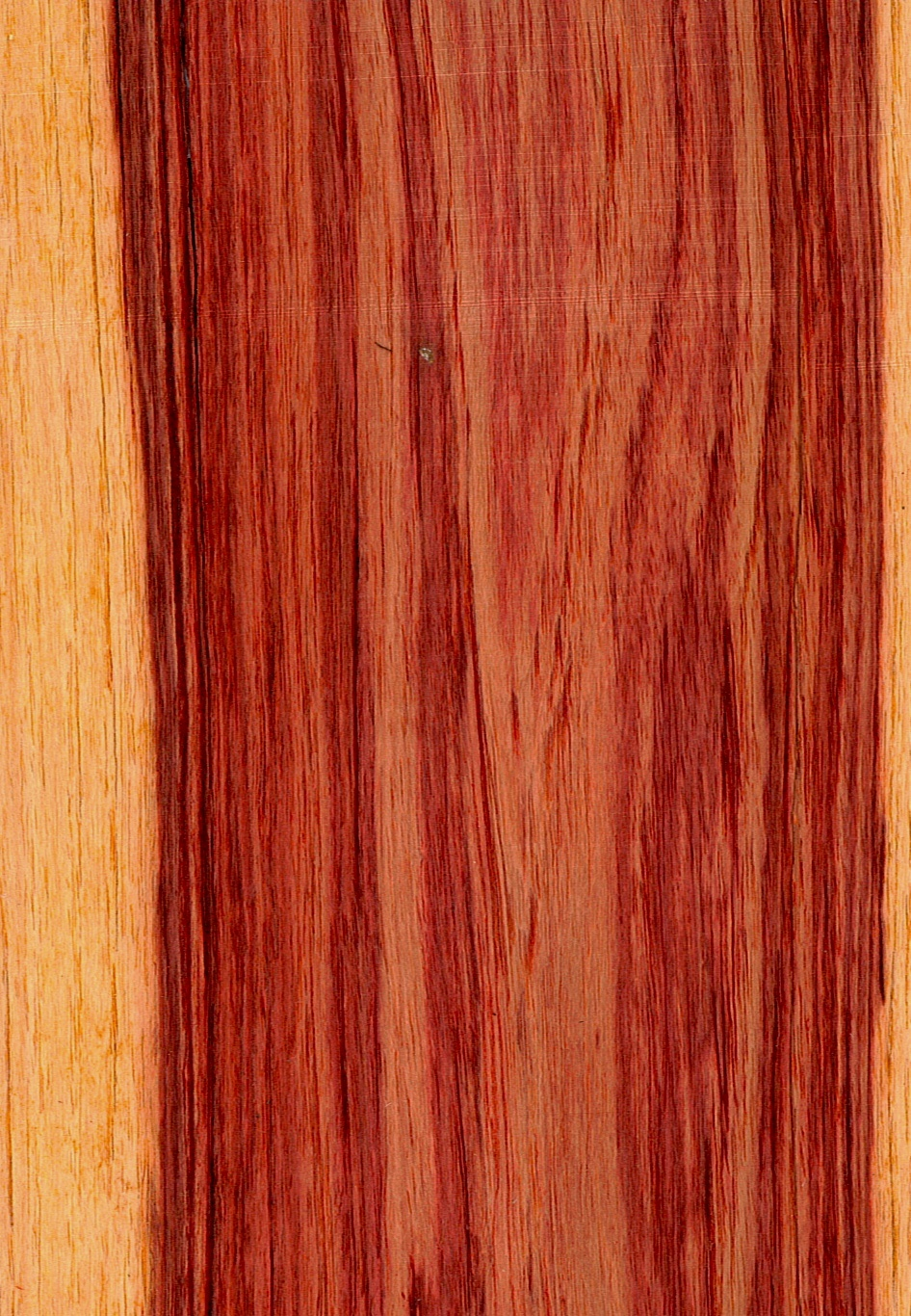
Деревина трояндового дерева з заболонью

Трояндове дерево, баїя - деревина, що отримується від субтропічного дерева Dalbergia decipularis з роду дальбергія (Dalbergia). Виростає виключно в Бразилії і Гватемалі. Раніше вважалося, що ця деревина виходить від виду Dalbergia frutescens (синонім D. variabilis).
Дерева роду дальбергія (Dalbergia) дають також більшу частину деревини, званої палісандром.
Деревина трояндового дерева характеризується забарвленням - від жовтого до рожевого з червоним малюнком, і запахом троянди. Традиційно позначається фр. bois de rose.
Ця дуже тверда і щільна деревина, яка чудово полірується і використовується при виготовленні меблів для невеликих дорогих об'єктів, таких як хьюмідори, а також при виготовленні музичних інструментів.
Так як порівняно висока ціна цієї деревини рідко дозволяє застосувати її у вигляді цілих шматків, зазвичай використовують шпон і інтарсії. При виготовленні гітар з трояндового дерева іноді роблять обечайку, замість клену чи палісандру. Також з нього часто роблять блокфлейти. Ще з цієї деревини роблять дуже гарні руків'я для ножів.

## Синоніми
- Буа де роз (фр. bois de rose)
- Тюльпанове дерево (англ. tulipwood)

## Див. Також
- Ефірна олія трояндового дерева